# Матеуш Арґанський
Матеуш Арґанський (пол. Mateusz Argasiński; нар. 1 серпня 1995, Стальова Воля, Польща) — польський футболіст, півзахисник, який виступає в нижчих лігах чемпіонату Польщі.

## Кар'єра
Дебютував у професіональному футболі в клубі 2-ї ліги (третій дивізіон Польщі) «Сталь» Стальова Воля, чиїм вихованцем був.
Найкращий бомбардир «Сталі» в розіграші Кубка Польщі 2014/15, коли клуб із третього дивізіону дійшов до 1/8 фіналу — 4 голи в 3 матчах.
Після цього успіху 20-річний гравець на правах оренди перейшов до «Краковії», команди Екстракляси. Однак там не зумів пробитися до основного складу, весь сезон 2015/16 виступаючи за «Краковію-2» в III лізі. По завершенні сезону повернувся до «Сталі».
2017 року повісив бутси на цвях. Відновив кар'єру навесні 2021 року, спробувавши допомогти команді КС «Ломянки» залишитись у IV лізі (першість Мазовецького воєводства), але команда таки понизилась у класі.